# منظمة 15 مايو
منظمة 15 مايو أو فصيل أبو إبراهيم تأسست في عام 1979 وهي من فصائل الاختراق الطفيفة من الجبهة الشعبية لتحرير فلسطين - العمليات الخارجية.

## التاريخ
تعود تسمية الاسم إلى 15 مايو 1948 وهو اليوم الذي انتهى فيه الانتداب البريطاني على فلسطين وبدأت الحرب العربية الإسرائيلية الأولى.
قاد المنظمة محمد العمري (وكنيته أبو إبراهيم) واعترف بتفجيرات عدة لأهداف دولية في مطلع الثمانينات بما في ذلك الفنادق والطائرات ولكن يعتقد أنه قد حل بعد انضمام أعضاء من مجموعة العمليات الخاصة التابعة لحركة فتح الراديكالية التابعين للعقيد الهواري.

## العمليات
في عام 1980 في أول هجوم للمنظمة كان ضد فندق رويال في لندن في إنجلترا ظاهريا بسبب ارتفاع عدد رعاة اليهود. سافر محمد زهير البالغ من العمر 21 عاما من بغداد إلى بلد أوروبي لم يذكر اسمه ووصل أخيرا إلى لندن حيث تم إخفاء عدة كيلوغرامات من المتفجرات البلاستيكية داخل حقيبته. استأجر غرفة في وسط الطابق الخامس حيث كان إبراهيم يأمل في أن يسبب الانفجار أضرارا هيكلية كافية لتسبب انهيار المبنى. انفجرت القنبلة قبل الأوان في 17 يناير وقتلت القنبلة فقط زهير نفسه مما أدى إلى إصابة العديد من نزلاء الفندق. بعد وفاته علقت صورته في أحد بيوت إبراهيم الآمنة والمقدم محمد رشيد أطلق على ابنه اسم زهير.
في عام 1981 نظمت المنظمة تفجير مكاتب شركة الطيران الإسرائيلية إل عال في روما وإسطنبول وكذلك السفارتين الإسرائيليتين في أثينا وفيينا.
في العام التالي حاولت المنظمة دون جدوى قصف طائرة خطوط بان أمريكان العالمية في ريو دي جانيرو ثم نجحت في تفجير قنبلة مما أدى إلى مقتل راكب واحد فقط على متن طائرة بان أم الرحلة 830 في 11 أغسطس. قام بتدبير هذا الهجوم الأخير رشيد الذي سجن بسبب أفعاله.

## السقوط
يعتقد أن منظمة 15 مايو كانت برعاية العراق وتعتقد السلطات الأمريكية أن المؤسس أبو إبراهيم قد انتقل للعيش في العراق بعد حل الجماعة.
بعد عشرين يوما من تفجير رشيد غير الناجح سلم مقاول البناء عدنان عوض نفسه إلى السفارة الأمريكية في المملكة العربية السعودية وادعى أنه تم الضغط عليه للانضمام إلى المنظمة. تم تسليمه إلى السويسريين ولكنه عاد بعد ذلك إلى الولايات المتحدة للمساعدة في ضمان توجيه اتهام ضد قيادة 15 مايو. بمساعدته قررت وكالات الاستخبارات الأمريكية أن منظمة 15 مايو هي التي شيدت القنبلة على متن طائرة بان آم الرحلة 830.
تم وضع أبو إبراهيم على لائحة المطلوبين لدى مكتب التحقيقات الفيدرالي في يونيو 2009.